# Yaopu, Guizhou
Yaopu (kinesiska: 么铺) är en köping i sydvästra Kina. Den ligger i stadsdistriktet Xixiu i staden Anshun i provinsen Guizhou, omkring 95 kilometer sydväst om provinshuvudstaden Guiyang.